# Josef Spacil
Josef Spacil, född 3 januari 1907 i München, död 13 februari 1963, var en tysk SS-Standartenführer (överste). Han var mellan 1944 och 1945 chef för avdelning II (Amt II) inom Reichssicherheitshauptamt, Nazitysklands säkerhetsministerium. I slutet av andra världskriget var Spacil involverad i bortskaffandet av naziguldet.

## Biografi
Spacils föräldrar var Volksdeutsche från Sudetenland. Efter studentexamen studerade Spacil ekonomi, bokföring och redovisning. Han blev 1931 medlem i Schutzstaffel (SS) och i Nationalsocialistiska tyska arbetarepartiet (NSDAP) året därpå.
I december 1939, tre månader efter andra världskrigets utbrott, anslöt sig Spacil till ett kavalleriregemente inom SS-Totenkopfverbände (SS-TV). I mars 1940 utsågs han till stabsofficer vid SS-Hauptamt Verwaltung und Wirtschaft (föregångaren till SS-Wirtschafts- und Verwaltungshauptamt), som administrerade koncentrationslägren. Efter det att Operation Barbarossa hade inletts i juni 1941 verkade han som ekonom i Riga och senare i Ukraina.
I januari 1945 övertog Ernst Kaltenbrunner ledningen för Reichssicherheitshauptamt, Nazitysklands säkerhetsministerium, och utnämnde året därpå Spacil till chef för avdelning II som handhade organisations-, förvaltnings- och rättsfrågor.

### Naziguldet
I april 1945, när de allierade närmade sig Berlin, beordrade Reichsführer-SS Heinrich Himmler Spacil och en grupp SS-män till den utbombade Reichsbank och där ta hand om värdepapper, värdesaker och utländsk valuta. I skydd av mörkret begav de sig i konvoj till Salzburg och grävde ner bytet i ett kuperat skogsområde. Delar av bytet omhändertogs senare av amerikanska myndigheter.

## Befordringshistorik
| Datum             | Tjänstegrad                                   |
| ----------------- | --------------------------------------------- |
| 1 oktober 1932    | SS-Untersturmführer                           |
| 23 augusti 1933   | SS-Obersturmführer                            |
| 1 november 1933   | SS-Hauptsturmführer                           |
| 9 september 1934  | SS-Sturmbannführer                            |
| 13 september 1936 | SS-Obersturmbannführer                        |
| 12 mars 1938      | SS-Standartenführer                           |
| 20 april 1944     | SS-Standartenführer der Reserve der Waffen-SS |